# Lampião e Maria Bonita
Lampião e Maria Bonita é uma minissérie brasileira produzida e exibida pela TV Globo de 26 de abril a 5 de maio de 1982, em 8 capítulos.
Escrita por Aguinaldo Silva e Doc Comparato, foi dirigida por Luís Antônio Piá e Paulo Afonso Grisolli.
Nelson Xavier e Tânia Alves interpretaram os personagens principais, Lampião e Maria Bonita numa trama que narra os últimos meses de vida do cangaceiro Virgulino Ferreira da Silva.
Foi a primeira minissérie produzida pela TV Globo.

## Sinopse
A trama narra os últimos meses de Lampião e Maria Bonita. A história começa quando o bando de Lampião sequestra o geólogo inglês Steve Chandler. Usando Joana Bezerra como intermediária, o grupo exige do Governo da Bahia, 40 mil contos de réis como pagamento. O Sargento Libório passa o bilhete com a informação para o Governador, porém depois cai nas mãos do jornalista Lindolfo Macedo, que descobre o plano do Governador de sequestrar Argemiro, irmão honesto de Lampião e sem relação com o cangaço, pretendendo explorar o fato. Junto com a Embaixada da Inglaterra, o Governo envia o Tenente Zé Rufino, tradicional perseguidor de Lampião. Em determinado momento da trama, Maria Bonita desaparece, para fazer um aborto e, quando retorna doente, fica aos cuidados do geólogo que se apaixona pela moça. Após a recusa da Embaixada de pagar o resgate, a volante do Tenente Zé Batista encontra o casal, que ao amanhecer do dia 28 de julho de 1938, é metralhado sem qualquer condição de defesa.

## Elenco
| Interprete      | Personagem       |
| --------------- | ---------------- |
| Nelson Xavier   | Lampião          |
| Tânia Alves     | Maria Bonita     |
| Roberto Bonfim  | Sargento Libório |
| Regina Dourado  | Joana Bezerra    |
| Hileana Menezes | Alice            |
| Lu Mendonça     | Dadá             |
| Antônio Pompeo  | Sabonete         |
| Helber Rangel   | Lindolfo Macedo  |

### Participações especiais
| Interprete              | Personagem        |
| ----------------------- | ----------------- |
| José Dumont             | Tenente Zé Rufino |
| Arnaud Rodrigues        | Genésio           |
| Cláudio Corrêa e Castro | Euclides Fonseca  |
| Jofre Soares            | Coronel Pedrosa   |
| Michael Menaugh         | Steve Chandler    |
| John Procter            | Mr. Fry           |

### Elenco de apoio
| Interprete           | Personagem                                                             |
| -------------------- | ---------------------------------------------------------------------- |
| Henrique Costa       | Caixa de Fósforo                                                       |
| Evandro Silva        | Novo Tempo                                                             |
| Sílvio Correia Lima  | Corisco                                                                |
| Marco Antônio Soares | telegrafista que passa informações para Lindolfo                       |
| Jomba                | Manoel Severo, coiteiro que cuida da filha de Lampião                  |
| José Fernandes       | Argemiro, irmão de Lampião                                             |
| B. de Paiva          | caçador que ajuda Libório a encontrar Lampião                          |
| Maria Alves          | Mabel, secretária de Euclides Fonseca                                  |
| Armando Nascimento   | Getúlio Vargas                                                         |
| Marcus Vinícius      | Gavião, cangaceiro do bando de Lampião                                 |
| Gilson Moura         | Tenente Zé Batista, mata Lampião na tocaia                             |
| Teresa Cristina      | Cila                                                                   |
| Jurandir de Oliveira | Antônio de Engracia                                                    |
| Jurema Pena          | Mariinha, irmã de Joana                                                |
| Leônidas Aguiar      | rastejador morto por Lampião                                           |
| Ilva Niño            | Odete, mãe de Maria Bonita                                             |
| Anilda Leão          | Agregada                                                               |
| Adriana Barbosa      | Expedita, filha de Lampião e Maria Bonita                              |
| Nestor Capoeira      | Amarelo, cangaceiro do bando de Lampião capturado por Sargento Libório |
| Beto Leão            | sertanejo                                                              |
| Fernando Palitot     | Soldado Sandes, da volante do Tenente Zé Batista                       |
| Sérgio Sampaio       | Feliciano, funcionário da fazenda de Joana                             |
| Sônia Borges         | Eufrásia, irmã de Joana                                                |
| Wanda Katiuscia      | Cipriana, esposa do Coronel Pedrosa                                    |
| Rubens de Araújo     | Dr. Eustáquio, sociólogo que estuda o cangaço                          |

## Produção
Foi a primeira experiência no formato minissérie feita pela TV Globo. A minissérie foi premiada com a medalha de ouro no Festival Internacional de Cinema e Televisão de Nova York.

## Exibição
Foi reprisada pela primeira vez entre 05 a 16 de março de 1984 às 22h15 substituindo Bandidos da Falange. Foi reprisada pela segunda vez em julho de 1988 (apenas para o Distrito Federal); em versão compacta de 5 capítulos.[carece de fontes?] Foi reprisada pela terceira vez em 1990 no Festival 25 anos. Foi reprisada pela quarta vez entre 24 a 28 de junho de 1991, na sessão Vale a Pena Ver de Novo com a mesma versão compacta de 5 capítulos substituindo O Tempo e o Vento.[carece de fontes?] Foi reprisada pela quinta vez em 22 de janeiro de 2015, no festival Luz, Câmera, 50 Anos, em uma edição especial, como telefilme, compactada em duas horas.

### Outras Mídias
Em 28 de abril de 2025, foi disponibilizada na íntegra pelo Globoplay, como parte do Projeto Resgate.